# Umarizeiras
Umarizeiras é um distrito do município brasileiro de Maranguape, no estado do Ceará. Segundo o censo demográfico de 2022, realizado pelo Instituto Brasileiro de Geografia e Estatística (IBGE), sua população era de 1 606 habitantes e havia 505 domicílios particulares permanentes ocupados. Foi criado pela lei municipal nº 1.074 de 18 de fevereiro de 1991.
De acordo com o IBGE, em 2010 a população era de 1 803 habitantes e havia 501 domicílios particulares.